# HD 72268
HD 72268，又名CD-36 4715，SAO 199310、HR 3364，是一颗恒星，视星等为6.69，位于銀經256.21，銀緯1.5，其B1900.0坐标为赤經8h 26m 41.4s，赤緯-36° 1.5′ 6″。